# Обикновена диоскорея
Обикновена диоскорея или Брей (Dioscorea communis), е тревисто многогодишно растение с месесто грудесто коренище дълго 20 – 30 cm, широко 5 – 10 cm, с външен кафяв корков пласт и белезникаво слузеста сърцевина. Стъблото е тревисто, увивно, дълго 1 – 3 m. Листата са последователни, едри, дълги 8 – 14 cm, широки 4 – 11 cm, обратно яйцевидни до бъбрековидни. Цветовете са с дълга дръжка, бледозеленикави, събрани в гроздовидни съцветия, разположени в пазвите на по-горните стъблени листа. Плодът прилича на червена ягода и е силно отровен. Както коренът, така и стеблото съдържат лютиво вещество, което дразни кожата.

## Разпространение
Разпространено из храсталаци и гори, предимно в по-топлите части на България до 1000 m надморска височина. Цъфти през май-юли.

## Използваема част
Използват се корените с коренището, които се изкопават през есента.

## Приложение
Само външно. Коренът счукан се налага върху болното от ревматизъм място или в настойка със спирт. В последния случай се разтрива и се увива с вълнен плат, за да престои една нощ.
Трябва да се употребява предпазливо, защото наложеният корен може да предизвика изгаряния по кожата. При евентуални изгаряния кожата се маже с чист зехтин.

## Начин на употреба
Забележка: бреят е силно отровен. 100 гр. счукан брей се накисва в 300 гр. чист спирт за 12 часа, след което се маже.